# 郭纵
郭纵（?—?），中国战国时期赵国人，是当时著名的大商人。
郭纵出身在赵国的国都邯郸，他经营冶铁，成为巨富。和当时诸侯王的财富不相上下。